# Gato Alquinta
Eduardo Alquinta Espinoza mieux connu sous le nom de Gato Alquinta, né à Valparaíso le 22 janvier 1945 et mort à Coquimbo le 15 janvier 2003, est un célèbre musicien chilien, chanteur et guitariste du groupe Los Jaivas. Très créatif il était devenu une icône de la musique sud américaine.